# Econologia
A econologia (combinação de princípios da economia, sociologia e ecologia) é a ciência que estuda processos ecológicos e economicamente viáveis, surgida em 2005 na área de projetos da Organização Cidadã NAAVIS - Núcleo de Articulações e Atividades Vertentes à Inclusão Social Brasil,esta terminologia permacultural é responsável hoje pela área de projetos e banco de tecnologias econológicas da NAAVIS e a rede de parcerias que faz parte,através da CO-Ordenação Econologica.